# Margaret Benson
Margaret Benson (Inglaterra, 16 de junho de 1865 — Roehampton, 13 de maio de 1916) foi uma escritora e egiptologista inglesa.